# مايكل كيسلير
مايكل كيسلير (بالألمانية: Michael Kessler)‏ (و. 1967  م) هو ممثل كوميدي، ومؤدي أصوات، وممثل مسرحي، وممثل أفلام، وممثل تلفزي ألماني، ولد في فيسبادن.

## جوائز
حصل على جوائز منها:

رومي ‏

## وصلات خارجية
- مايكل كيسلير على موقع IMDb (الإنجليزية)
- مايكل كيسلير على موقع مونزينجر (الألمانية)
- مايكل كيسلير على موقع ألو سيني (الفرنسية)
- مايكل كيسلير على موقع ميوزك برينز (الإنجليزية)
- مايكل كيسلير على موقع أول موفي (الإنجليزية)
- مايكل كيسلير على موقع ديسكوغز (الإنجليزية)
- مايكل كيسلير على موقع قاعدة بيانات الفيلم (الإنجليزية)
- مايكل كيسلير على موقع كينوبويسك (الروسية)
- مايكل كيسلير على موقع كينوبويسك (الروسية)